# Luchthaven Golf van Lavrentia
Luchthaven Golf van Lavrentia (Russisch: Аэропорт «Залив Лаврентия»; Aeroport "Zaliv Lavrentia") is een regionale luchthaven aan zuidzijde van het dorp Lavrentia, in het district Tsjoekotski van de Russische autonome okroeg Tsjoekotka. Vanaf het vliegveld wordt een lijndienst onderhouden met Anadyr. De luchthaven is geschikt voor vliegtuigen van de types Antonov An-24, An-26 en soortgelijke.
Het vliegveld werd aangelegd tijdens de Tweede Wereldoorlog en opengesteld in 1953.